# کلسیم سیلیکات هیدرات
کلسیم سیلیکات هیدرات هیدرات (C-H-S) ترکیبی است که محصول اصلی هیدراسیون سیمان پرتلند است و عامل عمده مقاومت سیمان و همه محصولات برپایه سیمان (از جمله بتن) می‌باشد.
سیمان ماده‌ای با ساختار نانو، چند فازی و با اجزا مختلف است. این ساختار شامل فازهای نامنظم کریستالی از ابعاد میکرومتر تا نانومتر می‌باشد. فاز غیر بلوری و نانوساختار کلسیم سیلیکات هیدرات باعث ایجاد چسبی می‌شود که اجزا بتن را به هم می چسباند.

## تولید
کلسیم سیلیکات هیدرات (C-S-H)، نتیجه واکنش بین فازهای سیلیکات سیمان پرتلند و آب است. این واکنش معمولاً به این صورت نشان داده می‌شود:
۲ Ca۳SiO۵ + ۷ H۲O → ۳ CaO · ۲ SiO۲ · ۴ H۲O + ۳ Ca(OH)۲ + ۱۷۳٫۶ kJ
استوکیومتری کلسیم سیلیکات هیدرات در خمیره سیمان ثابت نیست و حالت شیمیایی و پیوند فیزیکی آب در ساختار آن هنوز آشکار نشده‌است. این مسئله دلیل استفاده از "-" بین حروف لاتین ایت ترکیب است.